# James Isaac (Regisseur)
James Isaac (* 5. Juni 1960 in San Francisco; † 6. Mai 2012) war ein US-amerikanischer Filmregisseur.

## Karriere
Seine Karriere im Filmgeschäft begann Isaac als creature technician. In dieser Position wirkte er 1983 an Die Rückkehr der Jedi-Ritter mit. Ein Jahr später war er Mitglied der creature crew für den Film Gremlins – Kleine Monster. Weitere Filme, bei denen er u. a. auch für Spezialeffekte verantwortlich war, folgten. 
1989 gab er sein Debüt als Regisseur mit dem Horrorfilm The Horror Show. Der Schauspieler Lance Henriksen übernahm hierbei eine tragende Rolle. Isaac wurde 1990 hierfür auf dem Fantasporto für den International Fantasy Film Award nominiert. Seinen nächsten Kinofilm drehte er 2001, als er Jason X inszenierte. An diesem Projekt war er auch als ausführender Produzent beteiligt. 2006 sowie 2008 folgte jeweils ein weiterer Horrorfilm.
Auf dem WorldFest Houston wurde Isaac für sein Werk Pig Hunt 2009 mit dem Gold Award ausgezeichnet. Auf dem Fant-Asia Film Festival 2008 konnte er den dritten Platz in der Kategorie Best European/North - South American Film belegen. Zudem gewann er auf dem Chicago Horror Film Festival den Jury Award. Sein letztes Werk war die Regiearbeit am Independent Slasher Pig Hunt. 2012 nahm er eine Rolle als er selbst in Daniel Farrands Dokumentarfilm Crystal Lake Memories: The Complete History of ‘Friday the 13th’ ein.

## Tod
Am 6. Mai 2012 gab sein Freund und Kollege Todd Farmer den Tod Isaacs über Twitter bekannt. Wenig später wurde bekannt, dass Isaac seit Monaten an Leukämie gelitten hatte.

## Filmografie
- 1989: The Horror Show
- 2001: Jason X
- 2006: Skinwalkers
- 2008: Pig Hunt